# Pont Masséna
Die Pont Masséna ist eine Straßenbrücke in Paris, 13. Arrondissement, die den in beiden Richtungen vierspurigen Boulevard périphérique über die vom Gare d’Austerlitz kommenden Bahngleise und den dort liegenden Rangierbahnhof führt. Die Brücke hat nichts mit dem parallelen, rund 200 m weiter stadteinwärts liegenden Boulevard Masséna und der dortigen Eisenbahnüberführung zu tun, was aber häufig zu Verwechslungen führt. Sie ist die längste Brücke in Paris.
Die Pont Masséna ist eine Schrägseilbrücke mit zwei mittig angeordneten Pylonen und einem 36 m breiten Brückendeck. Das insgesamt 492 m lange Bauwerk hat, von Westen nach Osten, zwei auf Pfeilern lagernde Brückenfelder mit Spannweiten von 41,90 m und 55,60 m. Darauf folgt eine Seitenöffnung der Schrägseilbrücke mit einer Spannweite von 81 m, die Hauptöffnung mit 161,50 m und die andere Seitenöffnung mit 81 m, an die sich ein weiteres Brückenfeld mit 72 m anschließt.
Das Brückendeck besteht aus einer 36 m breiten orthotropen Platte mit zwei 5 m breiten Stahl-Hohlkästen. Es hat eine Bauhöhe von 4,35 m. Von jedem der beiden stählernen, 35 m hohen Pylone sind jeweils nur zwei Seile in jede Richtung zu dem Brückendeck gespannt.
Die Brücke wurde von Hellmut Homberg geplant und in den Jahren 1966 bis 1969 erbaut. Dabei wurde das Brückendeck von zwei Seiten abschnittsweise eingeschoben, nur die Hauptöffnung wurde im Freivorbau errichtet.